# Tafana riveti
Tafana riveti is een spinnensoort in de taxonomische indeling van de buisspinnen (Anyphaenidae).
Het dier behoort tot het geslacht Tafana. De wetenschappelijke naam van de soort werd voor het eerst geldig gepubliceerd in 1903 * door Eugène Simon.